# Ферштейн, Пауль
Пауль Ферштейн (нем. Paul Feierstein; 27 января 1903, Нидеркорн, Эш-сюр-Альзетт — 5 мая 1963, Дюделанж, Эш-сюр-Альзетт) — люксембургский футболист и тренер, выступавший на позиции защитника. С 1933 года по 1948 год — главный тренер сборной Люксембурга.

## Биография

### Карьера игрока
Родился в городе Нидекорн. На профессиональном уровне выступал за клуб «Ред Бойз». С 1924 по 1931 год, выступал за национальную сборную на летних Олимпийских играх 1924 и 1928.

### Карьера тренера
После завершения игровой карьеры стал тренером. С 1933 по 1948 год руководил сборной Люксембурга по футболу на летних Олимпийских играх 1936. В качестве главного тренера провёл 63 матча со сборной.
Скончался 5 мая 1963 года в Дюделанже.